# Cairn Bannoch
Der Cairn Bannoch ist ein als Munro eingestufter, 1012 Meter hoher Berg in Schottland. Die Bedeutung des gälischen Namens Càrn a’ Bheannaich ist nicht ganz sicher, alternativ wird er in etwa mit Spitzer Berg oder Felsiger Hügel des Kuchens übersetzt. Er liegt auf der Grenze der Council Areas Aberdeenshire und Angus in den Grampian Mountains etwa 15 Kilometer südwestlich von Ballater und 12 Kilometer südöstlich von Braemar auf dem weitläufigen Hochplateau der White Mounth, dessen höchster Gipfel der nordöstlich benachbarte Lochnagar ist.
Auf dem weitläufigen Hochplateau der White Mounth fällt der Gipfel des Cairn Bannoch kaum auf. Er ist der höchste Punkt einer breiten, sanften Erhebung, die auch die westlich bzw. südöstlich liegenden Nebengipfel Fafernie und Cairn of Gowal umfasst, die mit 1000 bzw. 983 Metern nur geringfügig niedriger als der Hauptgipfel sind. Dieser ist im oberen Bereich durchweg felsig und unterscheidet sich damit von den übrigen, meist breite, flache und grasige Plateaus aufweisenden Gipfeln der White Mounth, er erhebt sich aber keine 50 Meter über das umliegende Plateau. Nach Nordwesten führt das Plateau mit geringen Höhenunterschieden zum benachbarten, 1047 Meter hohen Munro Càrn an t-Sagairt Mòr, von dem sich das Plateau über weitere flache Gipfel nordöstlich bis zum Lochnagar erstreckt. Südwestlich des Fafernie endet das Plateau an den steil in den obersten Teil des Glen Callater abfallenden Felsen des Creag Leachdach, östlich des Hauptgipfels liegen, ebenfalls gut einen Kilometer entfernt, die Felsen von Creag an Dubh-loch, die steil bis zum Dubh Loch oberhalb von Loch Muick abfallen. Zwischen Fafernie und Cairn of Gowal senkt sich das Plateau deutlich flacher ab, hier entspringt der Burn of Fafernie, einer der Quellbäche des South Esk. Südöstlich des Cairn of Gowal schließt sich mit dem 998 Meter hohen Broad Cairn der nächste Munro an. 

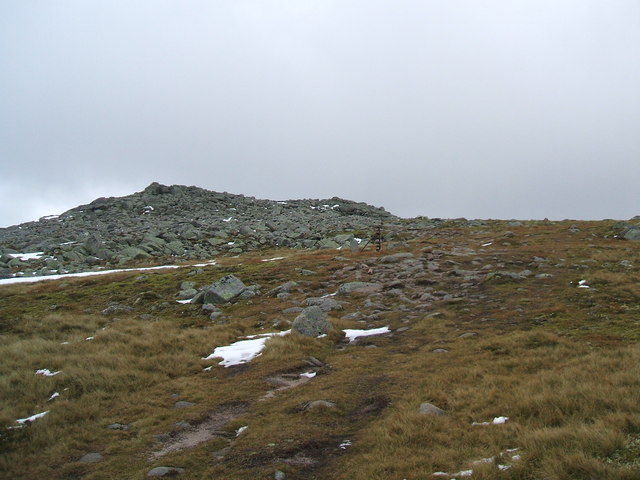
Der felsige Gipfelaufbau des Cairn Bannoch
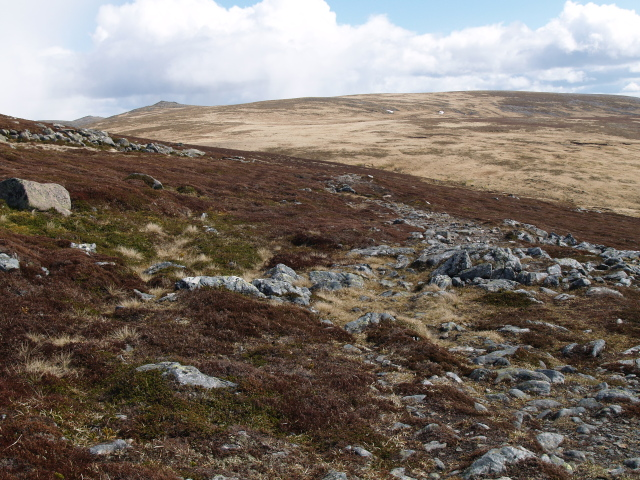
Blick vom nordwestlich benachbarten Càrn an t-Sagairt Mòr zum Cairn Bannoch (links) und Fafernie (rechts)
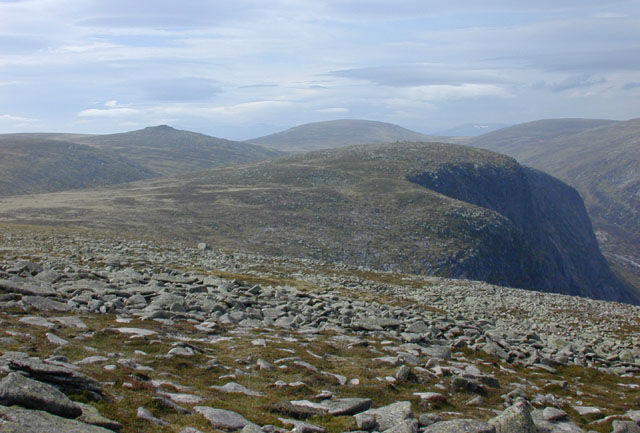
Blick vom Broad Cairn nach Nordwesten zum Cairn Bannoch (links), dahinter in der Bildmitte der Càrn an t-Sagairt Mòr

Aufgrund seiner Lage weit abseits öffentlicher Straßen und Ansiedlungen erfordern alle Touren zum Cairn Bannoch lange Zustiege. Viele Munro-Bagger kombinieren seine Besteigung mit einer Tour auf den Lochnagar und weitere der Munros auf den White Mounth. Ein Ausgangspunkt ist die kleine Ansiedlung Spittal of Glenmuick am Ende der Fahrstraße von Ballater am Nordende von Loch Muick. Von dort ist der Cairn Bannoch über den Lochnagar und das südwestlich anschließende Plateau zu erreichen, zu dem verschiedene Wege vorhanden sind. Alternativ kann der Gipfel auch entlang der Ufer von Loch Muick und über den südöstlich liegenden Broad Cairn erreicht werden. Weitere, ebenfalls mit langen Märschen verbundene Zustiegsmöglichkeiten bestehen aus Richtung Westen und Nordwesten, mit Startpunkten an der A93 südlich von Braemar bei Auchallater bzw. östlich von Braemar bei Keiloch, die jeweils zur Nordwestseite des Plateaus und über den Càrn an t-Sagairt Mòr weiter zum Cairn Bannoch führen.